# Pan and the Priest
Pan and the Priest is een compositie van Howard Hanson voor orkest.
 and the Priest is gecomponeerd als een symfonisch gedicht. Hanson hield van mythologie en andere verhalen uit de oudere tijden, zie zijn composities Nymphs and Satyr Ballet Suite en The Lament for Beowulf. Ook hier een romantische compositie.
De première werd gegeven in Londen, waarschijnlijk tijdens een vroege uitvoering in het kader van de Proms, onder leiding van sir Henry Wood.

## Bron
- Uitgave Bay Cities Music; World Youth Symphony Orchestra o.l.v. Hanson.